# Leichtathletik-Weltmeisterschaften 2019/Teilnehmer (Jamaika)
| Gelbes Symbol für Goldmedaillen mit stilisierten Olympischen Ringen | Graues Symbol für Silbermedaillen mit stilisierten Olympischen Ringen | Braundes Symbol für Bronzemedaillen mit stilisierten Olympischen Ringen |
| ------------------------------------------------------------------- | --------------------------------------------------------------------- | ----------------------------------------------------------------------- |
| 3                                                                   | 5                                                                     | 4                                                                       |

Der Leichtathletikverband von Jamaika will an den Leichtathletik-Weltmeisterschaften 2019 in Doha teilnehmen. 55 Athletinnen und Athleten wurden Mitte September vom jamaikanischen Verband nominiert.

## Ergebnisse

### Frauen

#### Laufdisziplinen
| Athletin | Disziplin    | Vorlauf              | Vorlauf              | Halbfinale           | Halbfinale           | Finale               | Finale               |
| Athletin | Disziplin    | Zeit                 | Platz                | Zeit                 | Platz                | Zeit                 | Platz                |
| --- | ------------ | -------------------- | -------------------- | -------------------- | -------------------- | -------------------- | -------------------- |
| Jonielle Smith | 100 m        | 11,20 s              | 12                   | 11,06 s              | 06                   | 11,06 s              | 6                    |
| Briana Williams | 100 m        | nicht auf Startliste | nicht auf Startliste | nicht auf Startliste | nicht auf Startliste | nicht auf Startliste | nicht auf Startliste |
| Elaine Thompson | 100 m        | 11,14 s              | 06                   | 11,00 s              | 04                   | 10,93 s              | 4                    |
| Elaine Thompson | 200 m        | 22,61 s              | 07                   | DNS                  | DNS                  | –                    | –                    |
| Shelly-Ann Fraser-Pryce | 100 m        | 10,80 s              | 01                   | 10,81 s              | 01                   | 10,71 s WL           | Gold                 |
| Shelly-Ann Fraser-Pryce | 200 m        | nicht auf Startliste | nicht auf Startliste | nicht auf Startliste | nicht auf Startliste | nicht auf Startliste | nicht auf Startliste |
| Schillonie Calvert-Powell | 200 m        | 23,52 s              | 35                   | DNQ                  | DNQ                  | –                    | –                    |
| Shashalee Forbes | 200 m        | 23,15 s              | 24                   | 23,14 s              | 20                   | DNQ                  | DNQ                  |
| Shericka Jackson | 400 m        | 51,13 s              | 05                   | 50,10 s              | 04                   | 49,47 s PB           | Bronze               |
| Anastasia Le-Roy | 400 m        | 52,26 s              | 35                   | DNQ                  | DNQ                  | –                    | –                    |
| Roneisha McGregor | 400 m        | nicht auf Startliste | nicht auf Startliste | nicht auf Startliste | nicht auf Startliste | nicht auf Startliste | nicht auf Startliste |
| Stephenie Ann McPherson | 400 m        | 51,21 s              | 08                   | 50,70 s SB           | 06                   | 50,89 s              | 6                    |
| Natoya Goule | 800 m        | 2:01,01 min          | 02                   | 2:00,33 min          | 07                   | DNQ                  | DNQ                  |
| Aisha Praught-Leer | 1500 m       | 4:09,81 min          | 29                   | DNQ                  | DNQ                  | –                    | –                    |
| Danielle Williams | 100 m Hürden | 12,51 s              | 02                   | 12,41 s              | 01                   | 12,47 s              | Bronze               |
| Janeek Brown | 100 m Hürden | 12,61 s              | 05                   | 12,62 s              | 07                   | 12,88 s              | 07                   |
| Megan Tapper | 100 m Hürden | 12,78 s              | 10                   | 12,61 s PB           | 05                   | DNF                  | DNF                  |
| Yanique Thompson | 100 m Hürden | 12,85 s              | 13                   | 12,80 s SB           | 10                   | DNQ                  | DNQ                  |
| Rushell Clayton | 400 m Hürden | 55,23 s              | 09                   | 54,17 s              | 03                   | 53,74 s PB           | Bronze               |
| Janieve Russell | 400 m Hürden | nicht auf Startliste | nicht auf Startliste | nicht auf Startliste | nicht auf Startliste | nicht auf Startliste | nicht auf Startliste |
| Shiann Salmon | 400 m Hürden | 55,20 s PB           | 08                   | 55,16 s PB           | 11                   | DNQ                  | DNQ                  |
| Ronda Whyte | 400 m Hürden | 56,37 s              | 24                   | DNQ                  | DNQ                  | –                    | –                    |
| - Shelly-Ann Fraser-Pryce - Shericka Jackson (Finale) - Natasha Morrison (Vorlauf) - Jonielle Smith - Natalliah Whyte nicht auf Startlisten: - Schillonie Calvert-Powell - Shashalee Forbes - Elaine Thompson - Briana Williams | 4 × 100 m    | 42,11 s SB           | 1                    |                      |                      | 41,44 s WL           | Gold                 |
| - Shericka Jackson (Finale) - Tiffany James - Anastasia Le-Roy - Stephenie Ann McPherson - Roneisha McGregor (Vprlauf) nicht auf Startlisten: - Natoya Goule - Janieve Russell - Shiann Salmon                                  | 4 × 400 m    | 3:23,64 min WL       | 2                    |                      |                      | 3:22,37 min SB       | Bronze               |

#### Sprung/Wurf
| Athletin            | Disziplin   | Qualifikation | Qualifikation | Finale     | Finale |
| Athletin            | Disziplin   | Weite/Höhe    | Platz         | Weite/Höhe | Platz  |
| ------------------- | ----------- | ------------- | ------------- | ---------- | ------ |
| Tissanna Hickling   | Weitsprung  | 6,49 m        | 16            | DNQ        | DNQ    |
| Chanice Porter      | Weitsprung  | 6,57 m        | 10            | 6,56 m     | 08     |
| Shanieka Ricketts   | Dreisprung  | 14,42 m       | 01            | 14,92 m    | Silber |
| Kimberly Williams   | Dreisprung  | 14,20 m       | 11            | 14,64 m PB | 04     |
| Danniel Thomas-Dodd | Kugelstoßen | 19,32 m       | 01            | 19,47 m    | Silber |
| Shadae Lawrence     | Diskuswurf  | 58,51 m       | 19            | DNQ        | DNQ    |
| Shanice Love        | Diskuswurf  | 59,50 m       | 16            | DNQ        | DNQ    |

### Männer

#### Laufdisziplinen
| Athlet | Disziplin    | Vorlauf              | Vorlauf              | Halbfinale           | Halbfinale           | Finale               | Finale               |
| Athlet | Disziplin    | Zeit                 | Platz                | Zeit                 | Platz                | Zeit                 | Platz                |
| --- | ------------ | -------------------- | -------------------- | -------------------- | -------------------- | -------------------- | -------------------- |
| Tyquendo Tracey | 100 m        | 10,21 s              | 23                   | 10,11 s              | 08                   | DNQ                  | DNQ                  |
| Yohan Blake | 100 m        | 10,07 S              | 04                   | 10,09 s              | 05                   | 9,97 s               | 05                   |
| Yohan Blake | 200 m        | 20,23 s SB           | 08                   | 20,37 s              | 15                   | DNQ                  | DNQ                  |
| Rasheed Dwyer | 100 m        | nicht auf Startliste | nicht auf Startliste | nicht auf Startliste | nicht auf Startliste | nicht auf Startliste | nicht auf Startliste |
| Rasheed Dwyer | 200 m        | 20,37 s              | 15                   | 20,54 s              | 16                   | DNQ                  | DNQ                  |
| Andre Ewers | 100 m        | nicht auf Startliste | nicht auf Startliste | nicht auf Startliste | nicht auf Startliste | nicht auf Startliste | nicht auf Startliste |
| Andre Ewers | 200 m        | 20,41 s              | 21                   | 20,61 s              | 19                   | DNQ                  | DNQ                  |
| Akeem Bloomfield | 200 m        | nicht auf Startliste | nicht auf Startliste | nicht auf Startliste | nicht auf Startliste | nicht auf Startliste | nicht auf Startliste |
| Akeem Bloomfield | 400 m        | 45,34 s              | 11                   | 44,77 s              | 08                   | 45,36 s              | 08                   |
| Nathon Allen | 400 m        | nicht auf Startliste | nicht auf Startliste | nicht auf Startliste | nicht auf Startliste | nicht auf Startliste | nicht auf Startliste |
| Demish Gaye | 400 m        | 45,02 s              | 03                   | 44,66 s SB           | 07                   | 44,46 s PB           | 04                   |
| Rusheen McDonald | 400 m        | 46,21 s              | 29                   | DNQ                  | DNQ                  | –                    | –                    |
| Omar McLeod | 110 m Hürden | 13,17 s              | 02                   | 13,08 s              | 01                   | DSQ F                | DSQ F                |
| Ronald Levy | 110 m Hürden | 13,48 s              | 14                   | DSQ HF               | DSQ HF               | –                    | –                    |
| Orlando Bennett | 110 m Hürden | 13,50 s              | 16                   | 13,60 s              | 19                   | DNQ                  | DNQ                  |
| Andrew Riley | 110 m Hürden | 13,67 s              | 25                   | 13,57 s              | 16                   | DNQ                  | DNQ                  |
| Kemar Mowatt | 400 m Hürden | 49,63 s              | 12                   | 49,32 s              | 16                   | DNQ                  | DNQ                  |
| - Oshane Bailey - Yohan Blake - Rasheed Dwyer - Tyquendo Tracey nicht auf Startliste: - Andre Ewers - Julian Forte - Omar McLeod                                            | 4 × 100 m    | 38,15 s SB           | 11                   |                      |                      | DNQ                  | DNQ                  |
| - Nathon Allen - Akeem Bloomfield - Javon Francis (Vorlauf) - Demish Gaye (Finale) - Terry Thomas nicht auf Startlisten: - Devaughn Baker - Rusheen McDonald - Demar Murray | 4 × 400 m    | 3:00,76 min SB       | 02                   |                      |                      | 2:57,90 min SB       | Silber               |

#### Sprung/Wurf
| Athlet           | Disziplin   | Qualifikation | Qualifikation | Finale     | Finale |
| Athlet           | Disziplin   | Weite/Höhe    | Platz         | Weite/Höhe | Platz  |
| ---------------- | ----------- | ------------- | ------------- | ---------- | ------ |
| Tajay Gayle      | Weitsprung  | 07,89 m       | 12            | 8,69 m WL  | Gold   |
| Jordon Scott     | Dreisprung  | 14,73 m       | 33            | DNQ        | DNQ    |
| O’Dayne Richards | Kugelstoßen | 20,07 m       | 22            | DNQ        | DNQ    |
| Fedrick Dacres   | Diskuswurf  | 65,44 m       | 02            | 66,94 m    | Silber |
| Traves Smikle    | Diskuswurf  | 62,93 m       | 15            | DNQ        | DNQ    |
| Chad Wright      | Diskuswurf  | 60,60 m       | 26            | DNQ        | DNQ    |

### Mixed
| Athlet | Disziplin | Vorlauf        | Vorlauf | Halbfinale | Halbfinale | Finale         | Finale |
| Athlet | Disziplin | Zeit           | Platz   | Zeit       | Platz      | Zeit           | Platz  |
| --- | --------- | -------------- | ------- | ---------- | ---------- | -------------- | ------ |
| - Nathon Allen (m) - Tiffany James (w) (Finale) - Janieve Russell (w) (Vorlauf) - Roneisha McGregor (w) - Javon Francis (m) nicht auf Startlisten: - Devaughn Baker (m) - Demar Murray (m) - Shiann Salmon (w) - Terry Thomas (m) - Ronda Whyte (w) | 4 × 400 m | 3:12,73 min NR | 2       |            |            | 3:11,78 min NR | Silber |